# Herbert Heinrich (Eishockeyspieler)

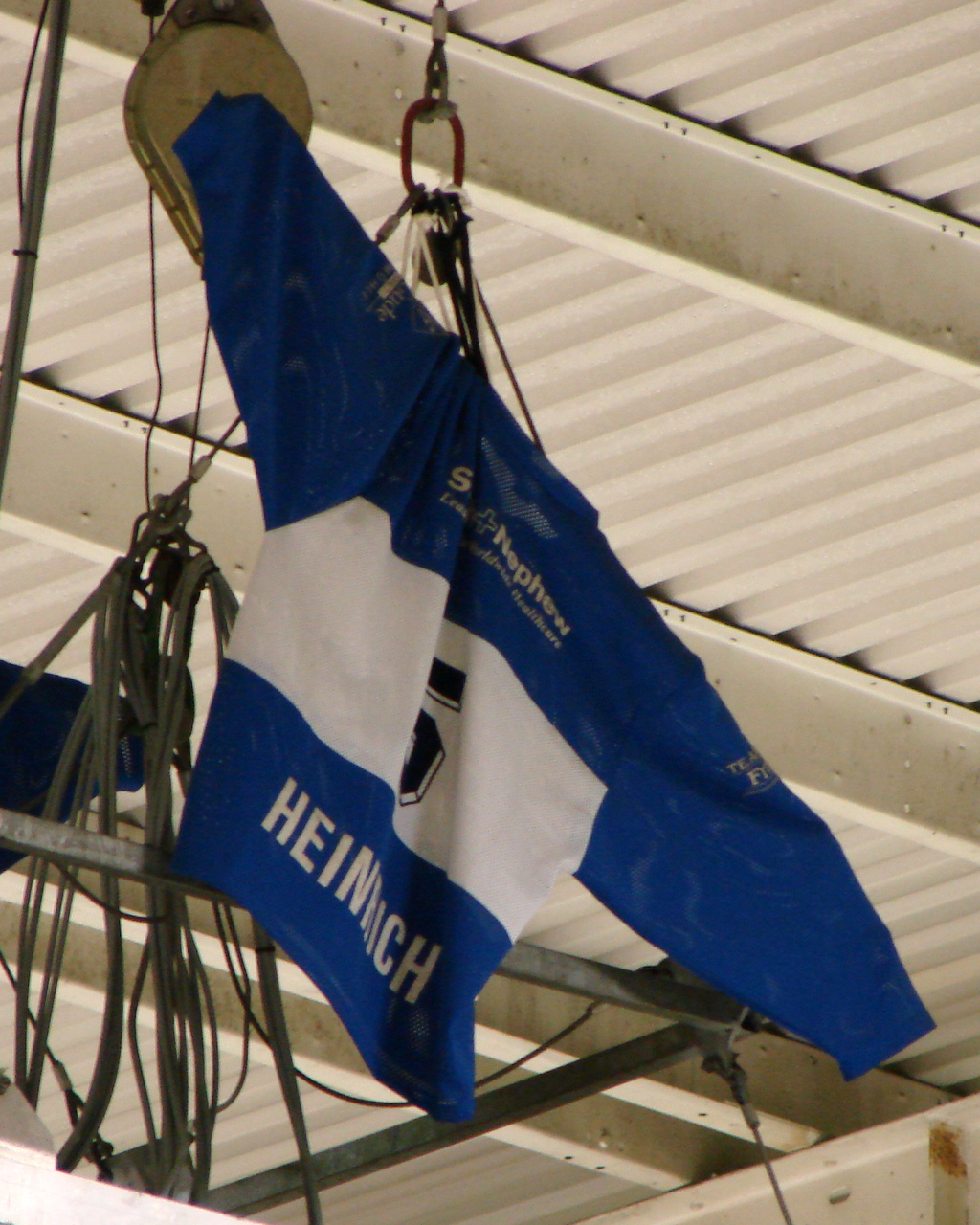
Heinrichs Trikot hängt unter dem Dach der Eissporthalle Kassel

Herbert Heinrich (* 15. April 1958 in Garmisch-Partenkirchen; † 4. Januar 2025 in Kassel) war ein deutscher Eishockeyspieler. Während seiner Karriere spielte er in der 1. Eishockey-Bundesliga beim SC Riessersee und in der 2. Bundesliga auf der Position des Verteidigers für den Deggendorfer SC und die ESG Kassel.

## Karriere
Heinrich begann seine Karriere als Profispieler in der Saison 1977/78 beim SC Riessersee und wurde noch im selben Jahr Deutscher Meister. Dabei zählte Heinrich zu den Leistungsträgern der Meistermannschaft. Nach einer weiteren Saison beim SC Riessersee wechselte Heinrich zur Saison 1979/80 zum damaligen Zweitligisten Deggendorfer SC, für den er in zwei Spielzeiten 100 Spiele bestritt. Zur Saison 1983/84 wechselte er zur ESG Kassel, die in diesem Jahr zum ersten Mal in ihrer Vereinsgeschichte in der zweithöchsten Spielklasse antrat. In Kassel war er bis 1987 sportlich aktiv und beendete seine Karriere dort nach vier Jahren. Für Kassel bewältigte er 177 Spiele und entwickelte sich zu einer wichtigen Persönlichkeit in dem Verein.
Die Rückennummer #5, die Heinrich trug, wird für andere Spieler in Kassel nicht mehr vergeben und hängt unter dem Stadiondach der Kasseler Eissporthalle. Als Heinrichs Sohn, der Flügelstürmer Alexander Heinrich, in der Saison 2004/05 bei den Kassel Huskies in der Deutschen Eishockey Liga spielte, trug er in dieser Spielzeit als erster wieder die für seinen Vater gesperrte Trikotnummer 5.
Seine Söhne Alexander und Stefan sind ebenfalls professionelle Eishockeyspieler und für die heutigen Kassel Huskies aktiv.

## Erfolge und Auszeichnungen
- 1978 Deutscher Meister in der 1. Eishockey-Bundesliga mit dem SC Riessersee